# 에스페란토 어원
에스페란토는 국제어로서 다양한 언어들에서 어휘를 빌어 쓴다. 이들 대부분은 유럽의 언어(주로 라틴어, 프랑스어, 독일어, 영어)에서 왔지만, 최근에 생긴 어휘는 비유럽어권에서 온 경우도 있다. 다국어주의에 의해 대부분의 어휘는 서로 유사한 다양한 언어의 공통적인 부분에서 가져왔다. 에스페란토는 인테르링구아와 같은 "자연식" 인공어처럼 다른 언어에서 어휘를 대량으로 (심지어 일부 불규칙적인 내용도) 빌려 오지는 않지만, 그렇다고 솔레솔과 같이 모든 어휘를 인공적으로 만들어내지도 않는다. 즉, 다른 언어에서 공통되거나 널리 쓰이는 어휘만을 빌려, 나머지 어휘는 이들로부터 복합어(kunmetita vorto)로 파생 또는 합성하는 것이다.

## 기본 원칙
에스페란토의 어휘는 대체로 다음과 같은 원칙을 따른다.

### 공통성
에스페란토 어휘의 상당 부분은 대부분의 유럽어가 공통적으로 가지고 있는 어휘다. 예를 들어, 에스페란토: vir- (남자)는 라틴어: vir, 프랑스어: viril, 카탈루냐어: viril, 스페인어: viril, 포르투갈어: viril, 영어: virile, 이탈리아어: virile 따위에 포함돼 있고, 에스페란토: okulo (눈)는 라틴어: oculus, 영어: oculist, 프랑스어: oculiste 등에 포함돼 있다. 에스페란토는 국제어이므로, 가능한 한 많은 언어들과 어휘를 공유해야 그만큼 더 많은 사람들에게 친숙하기 때문이다.
| 에스페란토 | 영어   | 이탈리아어 | 프랑스어 | 독일어     | 러시아어 | 스페인어 | 한국어     |
| ---------- | ------ | ---------- | -------- | ---------- | -------- | -------- | ---------- |
| bona       | good   | buono      | bon      | gut        | добрый   | bueno    | 좋은       |
| ĉevalo     | horse  | cavallo    | cheval   | Pferd      | конь     | caballo  | 말(馬)     |
| doni       | give   | dare       | donner   | geben      | дать     | dar      | 주다       |
| filtri     | filter | filtrare   | filtrer  | filtrieren | фильтр   | filtrar  | 거르다     |
| ĝardeno    | garden | giardino   | jardin   | Garten     | сад      | jardin   | 정원       |
| juna       | young  | giovane    | jeune    | jung       | юный     | joven    | 젊은, 어린 |
| maro       | sea    | mare       | mer      | Meer       | море     | mar      | 바다       |
| nacio      | nation | nazione    | nation   | Nation     | нация    | nacion   | 나라       |
| studi      | study  | studiare   | étudier  | studieren  | учить    | estudiar | 공부하다   |

### 철자의 보존과 발음의 보존
어휘를 빌릴 때, 이 때 원어의 철자를 보존하면서 빌리거나, 아니면 원어의 발음을 보존하면서 빌릴 수 있다. 예를 들어, 영어 단어 boat 보트(배)를 빌리려면 두 가지 방법이 있다. 이를 철자대로 빌리게 되면 boato 보아토가 되고, 발음대로 빌리면 *boto 보토 또는 *boŭto 보우토 따위가 된다. 에스페란토에서는 대체로 단어를 빌릴 때 철자를 딴다.
영어: boat 보트[*] → 에스페란토: boato 보아토
영어: team 팀[*] → 에스페란토: teamo 테아모
프랑스어: hier 이에르[*] → 에스페란토: hieraŭ 히에라우
프랑스어: soif 수아프[*] → 에스페란토: soifo 소이포
독일어: Fräulein 프로일라인[*] → 에스페란토: fraŭlino 프라울리노
다만 발음을 부분적으로 또는 전적으로 반영한 예도 있다.
프랑스어: voile 부알[*] → vualo 부알로
프랑스어: exploiter 엑스플루아테[*] → ekspluati 엑스플루아티
영어: shear 시어[*] → ŝiri 시리
영어: chain 체인[*], 프랑스어: chaine 셴[*] → ĉeno 체노
영어: type 타이프[*] → tajpi 타이피
영어: jeans 진즈[*] → ĝinzo 진조, ĵinso 진소

### 철자의 에스페란토화
원어의 철자가 간혹 에스페란토에서 쓰이지 않는 글자(Q, X, W, Y)나 에스페란토에서 쓰이지 않는 자음 조합(SH, CH, SCH 등)을 포함할 때는, 이를 에스페란토에서 쓰이는 글자로 바꾼다. 또, 발음에 따라 C → Ĉ/K, G → Ĝ 등과, 이중 모음에서의 I → J, U → Ŭ 등의 치환이 일어난다. 이러한 치환을 에스페란토화(esperantigo)라고 한다.
| 원어 철자     | 에스페란토 철자 | 예제                                                                      |
| ------------- | --------------- | ------------------------------------------------------------------------- |
| W, WH         | V               | 독일어: wischen → 에스페란토: viŝi 영어: whip → 에스페란토: vipo          |
| Y (자음)      | J               | 프랑스어: voyager → 에스페란토: vojaĝi                                    |
| Y (모음)      | I               | 영어: rhythm → 에스페란토: ritmo                                          |
| X             | KS              | 프랑스어: fixer → 에스페란토: fiksi                                       |
| QU            | KV              | 영어: quiet → 에스페란토: kvieta                                          |
| GU (모음 앞)  | GV              | 영어: guide → 에스페란토: gvidi                                           |
| SCH (독일어)  | Ŝ               | 독일어: Schaf → 에스페란토: ŝafo                                          |
| SH (영어)     | Ŝ               | 영어: shilling → 에스페란토: ŝilingo                                      |
| CH (프랑스어) | Ŝ, Ĉ            | 프랑스어: chance → 에스페란토: ŝanco 프랑스어: chamois → 에스페란토: ĉamo |
| CH (독일어)   | Ĥ, K            | 독일어: Chirurg → 에스페란토: ĥirurgo, kirurgo                            |
| CH (영어)     | Ĉ               | 영어: sandwich → 에스페란토: sandviĉo                                     |
| G [ʒ, d͡ʒ]     | Ĝ               | 프랑스어: gentil → 에스페란토: ĝentila                                    |
| C [k]         | K               | 영어: afflict → 에스페란토: aflikti                                       |
| AI            | AJ              | 영어: hail → 에스페란토: hajlo 프랑스어: frai → 에스페란토: frajo         |
| AU            | AŬ              | 영어: laud → 에스페란토: laŭdi                                            |
| OI            | OJ              | 프랑스어: fois → 에스페란토: fojo                                         |
| EU            | EŬ              | 라틴어: feudum → 에스페란토: feŭdo                                        |
이 밖에, 에스페란토에서는 NN, LL, SS 등 겹자음(영어: geminate)이 없으므로, N, L, S 등으로 간략화한다.
프랑스어: ballet → 에스페란토: baleto
영어: affable → 에스페란토: afabla
인명이나 지명 등 고유 명사는 에스페란토화가 더 드물지만, 하는 경우도 있다. 이는 주로 다음과 같은 경우에 해당한다.
- 역사적으로 유명한 인물

프랑스어: Calvin → 에스페란토: Kalvino (장 칼뱅)
라틴어: Iūlius Caesar → 에스페란토: Julio Cezaro (율리우스 카이사르)
독일어: Bach → Baĥo (요한 제바스티안 바흐)
- 보통 명사에 형용사형으로 쓰이는 인물

프랑스어: Cauchy → 에스페란토: Koŝio (오귀스탱 루이 코시) (코시 열 에스페란토: koŝia vico 등에 쓰임)
이탈리아어: Galvani → 에스페란토: Galvano (루이지 갈바니)(에스페란토: galvanismo)
- 국명, 주요 지리적 구조 (대륙, 대양과 바다, 주요 산·산맥·호수·강 등), 주요 도시

라틴어: Āfrica → 에스페란토: Afriko (아프리카)
영어: New York → 에스페란토: Nov-Jorko (뉴욕)
프랑스어: Boulogne-sur-Mer → 에스페란토: Bulonjo-ĉe-Maro (불로뉴쉬르메르, 제1차 에스페란토 대회 계최지)
폴란드어: Warszawa (라틴어: Varsovia) → 에스페란토: Varsovio (바르샤바)
독일어: Rhein → 에스페란토: Rejno (라인강)
영어: Himalaya → 에스페란토: Himalajo (히말라야산맥)
- 일상에서 흔히 언급되는 고유 명사

영어: Windows → 에스페란토: Vindozo (마이크로소프트 윈도우)
영어: Google → 에스페란토: Guglo (구글)
- 어떤 글에서, 자주 언급되는 인물(소설의 주인공 등)의 이름

폴란드어: Pan Tadeusz → 에스페란토: Sinjoro Tadeo (판 타데우시, 아담 미츠키에비치의 서사시)

### 국제 어휘와 학명
대부분의 언어에서 바뀌지 않고 쓰이는 국제 어휘는 그대로 쓴다. 이는 푼다멘토 문법 제 15조에 의거한 것이다.
| “ | 소위 "외래어"(즉, 많은 언어에서 그대로 차용한 단어)는 국제어 문자에 맞추는 것 밖에는 다른 변화 없이 그대로 차용한다. The so-called „foreign” words, i.e. words which the greater number of languages have derived from the same source, undergo no change in the international language, beyond conforming to its system of orthography. | ” |
|   | — 푼다멘토 제 15조 |   |
예를 들어, 국제단위계의 단위는 세계 어디서나 쓰인다. 이에 따라, 그대로 kilometro, gramo 등이 쓰인다.
동식물의 학명도 세계 공용이다. 따라서, 동식물의 이름도 대부분 그 학명에서 따 온다.
Abies → abio
Ardeidae → ardeo
Hirundinidae → hirundo
Laridae → laro
Vulpes → vulpo

### 명확성
에스페란토는 접사를 많이 쓰는 교착어다. 즉, re-나 -ino와 같은 접사를 통상적으로 사용한다. 그런데 간혹 어휘를 그냥 빌어 오면 이런 접사와 충돌하는 경우가 발생한다. 이런 경우에는 원어의 철자를 약간 바꾸어 혼란을 막는다. 대체로 -ul- → -ol-, -in- → -en-, -et- → -ed- 등으로 바뀐다.
영어: rebel → 에스페란토: ribeli [에스페란토: re- (다시) 와의 충돌을 피함]
독일어: Jasmin → 에스페란토: jasmeno [에스페란토: -ino (여성형 접미사) 와의 충돌을 피함]
프랑스어: cigarette → 에스페란토: cigaredo [에스페란토: -eto (지소사(指小辭)를 만드는 접미사) 와의 충돌을 피함]
또한, 원어에서 같은 단어가 여러 뜻을 가진 경우에는 일부러 철자를 달리해 뜻을 구분하기도 한다.
프랑스어: front → 에스페란토: fronto (전선(戰線))
프랑스어: front (루마니아어: frunte, 시칠리아어: frunti) → 에스페란토: frunto (이마)
프랑스어: general → 에스페란토: ĝenerala (일반적인)
독일어: General → 에스페란토: generalo (장군)
영어: letter → 에스페란토: letero (편지)
라틴어: littera (폴란드어: litera) → 에스페란토: litero (글자)
프랑스어: juste → 에스페란토: ĵus (방금)
영어: just, 이탈리아어: giusto → 에스페란토: ĝusta (옳은)
라틴어: iūstus → 에스페란토: justa (공정한)

## 원어(原語)
자멘호프는 그가 창안한 대부분의 에스페란토 어휘를 로망스어군과 게르만어족에서 따 왔다. 이는 주로 이탈리아어, 프랑스어, 독일어, 영어다. 1987년의 한 책에 따르면, 약 84%의 기본 어휘는 로망스어계에서, 14%는 게르만어계에서, 2%는 슬라브어계와 그리스어에서 왔다고 한다.

### 로망스어군
로망스어군(프랑스어, 이탈리아어, 라틴어)에서 온 어휘는 에스페란토 어휘의 약 84%를 차지한다. 이 중 상당 부분은 마치 이탈리아어와 유사한 형태를 취했는데, 이는 에스페란토의 음운론이 이탈리아어와 유사하기 때문이다. 스페인어나 포르투갈어는 당시 많이 쓰이지 않았으므로, 직접적으로 포함되지는 않았다. 다만, 스페인어나 포르투갈어에서 온 것처럼 보이는 단어가 몇 개 있다. 자멘호프는 프랑스어와 라틴어에는 유창했고, 이탈리아어와 스페인어도 어느 정도 구사할 수 있었다고 한다.
전치사나 접속사(sed, post, kvankam) 등은 대부분 라틴어에서 직접 가져온 것이다. 또한, 부사 어미 -e와 동사 어미 -i도 라틴어에서 왔다. 또, 여러 어미(-inda, -ulo, -um-, -op-) 등도 라틴어에서 온 것으로 보인다.
- 프랑스어: butiko (boutique), ĉe (chez), ĉevalo (cheval), dimanĉo (dimanche), fermi (fermer), frapi (frapper), -ujo (étui)[4], vualo (voile)
- 이탈리아어: ankoraŭ (ancora), ĉielo (cielo), fari (fare), tra (tra), verda (verde), voĉo (voce)
- 라틴어: abio (abiēs), ĉirkaŭ(circa), -e (-ē: benē, clārē 등), kvankam (quanquam), laca(lassus), -i (-ī: hortārī, verērī 등), inter (inter), okulo (oculus), sed (sed), tamen, (tamen), -um- (-um: 제2어형변화 중성 명사 어미, mūsēum, bellum 등), viro (vir)
- 스페인어: bolero (bolero), gerilo(guerrilla), kojono(cojón), iri (ir), ronki (roncar), toreadoro (toreador)
- 로망스어 동형: akva (라틴어: aqua, 이탈리아어: acqua), apenaŭ (프랑스어: à peine, 이탈리아어: appena, 스페인어: apenas), diri (프랑스어: dire, 이탈리아어: diri), facila (라틴어: facilis, 프랑스어: facile, 이탈리아어: facile), fero (라틴어: ferrum, 프랑스어: fer, 이탈리아어: ferro), paroli(프랑스어: parler, 이탈리아어: parlare)

### 게르만어파
게르만어파(영어, 독일어, 이디시어, 네덜란드어)는 에스페란토 기본 어휘의 약 14%를 차지한다. 이 가운데 일부는 두 언어의 형태를 섞은 것도 있는데, 예를 들어 에스페란토: ŝtono 슈토노는 독일어: Stein 슈타인[*]과 영어: stone 스톤[*]을 섞은 것이다. 자멘호프는 독일어보다 이디시어에 더 친숙했으므로, 많은 어휘는 이디시어의 영향을 받았다. 이디시어의 영향에 대해서는 다음을 참고.
- 독일어: baldaŭ (bald), bedaŭri (bedauern), bildo (Bild), fremda (fremd), grundo (Grund), haŭto (Haut), hundo (Hund), jaro (Jahr), nur (nur), ofta (oft), somero (Sommer), vidvo (Witwe)
- 영어: birdo (bird), rubo (rubbish), spite (spite), suno (sun), ŝarko (shark), ŝip (ship), teamo (team), vipo (whip)
- 독일어·영어 동형 및 혼합: draŝi (영어: thrash, 독일어: dreschen), fiŝo (영어: fish, 독일어: Fisch), halti (영어: halt, 독일어: Halt), najboro (영어: neighbor, 독일어: Nachbar), ŝtono (영어: stone, 독일어: Stein), tondro (영어: thunder, 독일어: Donner), vintro (영어: winter, 독일어: Winter)
- 네덜란드어: gisto (gist), Nederlando (Nederland), strato (straat)
- 이디시어: edzo(רביצין rebetsn[6]), fajro (פֿײַער fajr), fajfi (פֿײַף fajf), rabeno (ראַבינער rabiner)
- 노르웨이어: fjordo (fjord), skio (ski)
- 스웨덴어: ju … des (ju … desto)

### 그리스어
그리스어에서 온 단어는 그리 많지 않다. 다만, 복수형 접미사 -j와 목적격 접미사 -n, 또 ek-, -ido, -u 등도 그리스어에서 온 것으로 보인다.
- 그리스어: arĥeologio (αρχαιολογία), biologio (βιολογία), -ido(ίδης), kaj (και), kalejdoskopo (καλειδοσκόπιο), politiko (πολιτική)

### 발트슬라브어파
자멘호프는 러시아어와 폴란드어에 유창했고, 리투아니아어도 알고 있었지만, 발트슬라브어파에서 빌린 에스페란토 어휘는 그리 많지 않다. 다음은 슬라브어에서 온 거의 모든 단어들의 목록이다.
- 러시아어: barakti (барахтаться), caro (царь), gladi (гладить), kartavi (кapтaвить), deĵori (дежурить), kolbaso (колбаса), krom (кроме), kruta (крутой), nepre (непременно), versto (верста), vosto (хвост), -ĉjo (-чка), -njo (-нька), -eg- (-яга)
- 폴란드어: celo (cel), ĉu (czy), eĉ (jeszcze), krado (krata), luti (lutować), moŝto (mość), ol (od), pilko (piłka), ŝelko (szelki)
- 러시아어·폴란드어 동형: bulko (폴란드어: bułka, 러시아어: булка), kaĉo (폴란드어: kasza, 러시아어: каша), klopodi (폴란드어: kłopot, 러시아어: хлопотать), po (폴란드어: po, 러시아어: по), pra- (폴란드어: pra-, 러시아어: пра-), prava (폴란드어: prawy, 러시아어: правый), svati (폴란드어: swat, 러시아어: сват)
- 리투아니아어: du (du), ĝi (ji)[7], tuj (tuoj), -opa (dvejopas[8])

### 기타 언어
기타 언어에서 빌린 어휘들은 주로 특정 문화나 지역에서만 존재하는 것들이다. 예를 들어 haŝio (젓가락)는 일본어 箸에서 온 것이다.
- 우랄어족
  - 사미어: boaco (boazu), jojko, ŝamea
  - 핀란드어: lirli(liristä), saŭno(sauna)
  - 헝가리어: ĉako(csákó), ĉardo(csárda), ĉardaŝo(csárdás)
- 셈어파
  - 히브리어: kabalo (קַבָּלָה kabbala), kerubo (כְּרוּב kərūv), kibuco (קִבּוּץ kibbutz), serafo (שָׂרָף śārāf)
  - 아랍어: fakiro (فقیر faqir[*]), kalifo (خليفة ḫalīfah[*]), Korano (قرآن qurʼān[*]),
- 인도이란어파
  - 산스크리트어: Barato (भारत Bhārata), budho(बुद्ध buddha), nirvano(निर्वाण Nirvāṇa), jogo(योग yoga)
  - 힌디어: ŝampuo(चाँपो chāmpo)
  - 페르시아어: ŝaho (شاه shah), Iran (ایران Irān)
- 중국티베트어족
  - 중국어: ĉino (秦 Qín[*]), kungfuo(功夫 gōngfu[*]), maĝango(麻將 májiàng[*]), toŭfuo(豆腐 dòufu[*])
  - 티베트어: lamao (བླ་མ་ bla-ma)
- 알타이 제어
  - 튀르키예어: baklavo(튀르키예어: baklava), bejo(bey), dejo(dayı), haremo (harem)
  - 일본어: bonsajo(盆栽), cunamo(津波), haŝio(箸), goo(碁), hajko(俳句), ĵudo(柔道), karateo(空手), kimono (着物), misoo(味噌), samurajo(侍), saŝimo(刺身), suŝio(寿司), tempuro(天ぷら), ŝoguno(将軍)
  - 한국어: kimĉio(김치), makolio(막걸리), komtango(곰탕)

## 참고 문헌
- Ebbe Vilborg, "Etimologia Vortaro de Esperanto". 총 5권. 스톡홀름, 1987~2001.
- André Cherpillod, "Konciza Etimologia Vortaro. 총 1권. 로테르담, Universala Esperanto-Asocio, 2003.
- S. Yamasaki. “Etimologia vortareto pragmata de Esperanto”. 도쿄, Libroteko, 1991.
- G. Mattos. "La deveno de Esperanto". Fonto, 1987.